# Pensacola Classic
De Pensacola Classic was een golftoernooi in Florida. Het toernooi maakte deel uit van de Ben Hogan Tour.
De eerste editie werd gewonnen door Dick Mast, hij won dat jaar drie toernooien op de Ben Hogan Tour. 
De tweede editie werd gewonnen door Stephen Ames, die daarna vijf jaar lang op de Europese PGA Tour speelde. Hij trouwde daarna met een Canadese vrouw en heeft sinds 2003 de Canadese nationaliteit. 
 De derde editie werd gewonnen door een meer ervaren speler. Rick Dalpos had al zes enkele jaren op de PGA Tour gespeeld en was sinds 1990 lid van de Ben Hogan Tour. Dit was zijn tweede overwinning op de Tour, die inmiddels de NIKE Tour heette.
De vierde editie werd gewonnen door Bruce Vaughan. Hij eindigde dat jaar als nummer 8 op de ranglijst en promoveerde terug naar de PGA Tour. Het is hem nog niet gelukt zich te kwalificeren voor de Champions Tour.
De laatste editie werd gewonnen door Clarence Rose. Het was zijn eerste overwinning nadat hij in 1981 professional was geworden.

## Winnaars
| Jaar                   | Baan                                 | Winnaar       |
| ---------------------- | ------------------------------------ | ------------- |
| 1990                   | Pensacola Country Club, Pensacola    | Dick Mast     |
| 1991                   | Marcus Pointe Golf Course, Pensacola | Stephen Ames  |
| 1992                   | Marcus Pointe Golf Course, Pensacola | Rick Dalpos   |
| 1993                   | niet gespeeld                        | niet gespeeld |
| NIKE Pensacola Classic |                                      |               |
| 1994                   | The Moors Golf Course, Milton        | Bruce Vaughan |
| 1995                   | The Moors Golf Course, Milton        | Clarence Rose |

## Trivia
- Pensacola Classic is nu de naam van een voetbaltoernooi in Florida.